# Кузнецов, Иван Петрович (Герой Социалистического Труда)
Иван Петрович Кузнецов - советский хозяйственный, государственный и политический деятель, Герой Социалистического Труда.

## Биография
Родился в Миуссе Ершовского района в 1926 году. Член ВКП(б) с 1947 года.
С 1943 года - на хозяйственной, общественной и политической работе. В 1943-2005 гг. — тракторист, участник Великой Отечественной войны, полевод совхоза «Спартак», второй, первый секретарь Первомайского райкома ВЛКСМ, заведующий отделом Саратовского обкома ВЛКСМ, секретарь, первый секретарь Первомайского райкома КПСС, секретарь парткома производственного колхозно-совхозного управления, первый секретарь Марксовского горкома КПСС, заместитель председателя Саратовского облисполкома, начальник Главного управления по ирригации и строительству совхозов в Саратовской области при Министерстве мелиорации и водного хозяйства СССР, заместитель генерального директора ООО «Саратовмелиоводстрой».
Указом Президиума Верховного Совета СССР от 8 апреля 1971 года присвоено звание Героя Социалистического Труда с вручением ордена Ленина и золотой медали «Серп и Молот».
Избирался депутатом Верховного Совета РСФСР 9-го, 10-го, 11-го созывов.
Звание «Почётный гражданин Энгельсского муниципального района» И.П. Кузнецову присвоено в 1997 году.
Умер в феврале 2005 года в Саратове.